# Luigi Caruso
Luigi Caruso (Nàpols, 25 de setembre de 1754 - Perusa, 15 de novembre de 1823) fou un compositor italià.
Va estudiar música al Conservatori della Pietà dei Turchini de Nàpols, on va tenir com a professor Nicola Sala. Després dels seus estudis, amb només 19 anys va debutar com a compositor amb l'òpera Barone di Trocchia durant el carnaval de 1773. L'any següent estrenà a Londres Artaserse, el seu primer dramma per musica. El 15 de març de 1788 va ser nomenat mestre de capella de la catedral de Sant Llorenç a Perugia, una posició que, a excepció d'un curt període, va mantenir fins a la seva mort. Al llarg de la seva vida, també va viatjar constantment a Itàlia, Portugal, França i Alemanya per veure representades les seves obres.
Caruso va escriure un gran nombre d'òperes, normalment del gènere còmic, que de vegades eren reelaboracions d'alguns dels seus treballs anteriors, segons l'estil napolità del segle xviii. Encara que va escriure una part de la música ben entrat el segle xix, Caruso rebutjà totalment les innovacions del Romanticisme i restà vinculat a la vella escola napolitana.

## Obres

### Òperes
- Il barone di Trocchia (llibret de Francesco Cerlone, 1773, Nàpols)
- L'innocente fortunata (dramma giocoso, 1774, Livorno; en col·laboració amb Giovanni Paisiello)
- Artaserse (dramma per musica, llibret de Pietro Metastasio, 1774, Londres)
- La lavandaia astuta (dramma giocoso, llibret de Pietro Chiari, 1775, Livorno)
- Il padre della virtuosa (dramma giocoso, llibret de Giovanni Bertati, 1776, Trieste)
- La caffettiera di spirito (dramma giocoso, 1777, Brescia)
- Il cavaliere Magnifico (dramma giocoso, llibret de Nicola Tassi, 1777, Florència)
- La creduta pastorella (dramma giocoso, 1778, Roma)
- L'americana in Italia (dramma giocoso, llibret de Frediano (o Frediani), 1778, Roma)
- Il tutore burlato (1778, Bolonya)
- L'amore volubile (dramma giocoso, llibret de Serafino Bellini, 1779, Bolonya)
- Scipione in Cartagena (dramma per musica, llibret de Serafino Bellini, 1779, Venècia)
- L'albergatrice vivace (dramma giocoso, llibret de Giuseppe Palomba, 1780, Venècia)
- L'arrivo del burchiello da Padova a Venècia (dramma giocoso, llibret de Gaetano Fiorio, 1780, Venècia)
- La locanda di scompiglio (dramma giocoso, 1780, Florència)
- Il fanatico per la musica (dramma giocoso, 1781, Roma; en col·laboració amb C. Spontone)
- L'albergatrice rivale (dramma giocoso, 1781, Milà)
- Il marito geloso (dramma giocoso, llibret de Giovanni Bertati, 1781, Venècia)
- Il matrimonio in commedia (dramma giocoso, llibret de Giuseppe Palomba, 1781, Roma)
- L'inganno (commedia, llibret de Gaetano Ciliberti, 1782, Nàpols)
- La gelosia (dramma giocoso, 1783, Roma)
- Il vecchio burlato (dramma giocoso, llibret de Giuseppe Palomba, 1784, Nàpols)
- Gli amanti alla prova (dramma giocoso, llibret de Giovanni Bertati, 1783, Venècia)
- Gli scherzi della fortuna (intermezzo, 1784, Roma)
- Puntigli e gelosie tra moglie e marito (commedia, llibret de Giuseppe Palomba, 1784, Nàpols)
- Giunio Bruto (dramma per musica, 1785, Roma)
- I tre amanti burlati (dramma giocoso, 1785, Ancona)
- Le parentele riconosciute (dramma giocoso, 1785, Florència)
- Le spose ricuperate (dramma giocoso, llibret de Giovanni Bertati, 1785, Venècia)
- Il poeta melodrammatico in Parnaso (dramma eroicomico, 1786, Verona)
- Le rivali in puntiglio (dramma giocoso, llibret de Filippo Livigni, 1786, Venècia)
- Il poeta di villa (farsetta, 1786, Roma)
- Lo studente di Bolonya (dramma giocoso, 1786, Roma)
- L'impresario fallito (dramma giocoso, 1786, Palerm)
- Il servo astuto (dramma giocoso, 1786, Gallarate)
- L'antiquario burlato ossia La statua matematica (dramma giocoso, llibret de Giovanni Bertati, 1786, Pesaro)
- Alessandro nelle Indie (dramma per musica, llibret de Pietro Metastasio, 1787, Roma)
- La convulsione (confusione) (dramma giocoso, llibret de Giuseppe Palomba, 1787, Nàpols)
- Il maledico confuso (dramma giocoso, 1787, Roma)
- Gli amanti disperati (dramma giocoso, 1787, Nàpols)
- Antigono (dramma per musica, llibret de Pietro Metastasio, 1788, Roma)
- Il calabrese fortunato (dramma giocoso, 1788, Cento)
- La sposa volubile ossia L'amante imprudente (intermezzo, 1789, Roma)
- Le due spose in contrasto (dramma giocoso, 1789, Roma)
- La disfatta di Duntalmo, re di Theuta (Duntalamo) (dramma per musica, 1789, Roma)
- Amleto (dramma per musica, llibret de F. Dorsene Aborigeno, dopo Jean-François Ducis, 1790, Florència)
- Attalo, re di Bitinia (dramma per musica, llibret d'Antonio Salvi, 1790, Roma)
- Demetrio (dramma per musica, llibret de Pietro Metastasio, 1790, Venècia)
- I due fanatici per la poesia (intermezzo, 1791, Florència)
- La locandiera astuta (dramma giocoso, llibret de Gaetano Rossi, 1792, Roma)
- Gli amanti ridicoli (dramma giocoso, 1793, Roma)
- Oro non compara amore ossia Il barone di Mascabianca (dramma giocoso, llibret d'Angelo Anelli, després Giovanni Bertati, 1794, Venècia)
- Il giocatore del lotto (dramma giocoso, 1795, Roma)
- La Lodoiska (dramma per musica, llibret de F. G. Ferrari, 1798, Roma)
- La tempesta (1798, Nàpols)
- La donna bizzarra (dramma giocso, llibret d'A. Bernardini, 1799, Roma)
- Due nozze in un sol marito (dramma giocoso, 1800, Livorno)
- Le spose disperate (dramma giocoso, 1801, Roma)
- Il trionfo di Azemiro (1802, Roma)
- Il principe invisibile (dramma giocoso, llibret de Giuseppe Carpani, 1802, Sant Petersburg)
- La ballerina raggiratrice (dramma giocoso, llibret de B. Mezzanotte, 1805, Roma)
- L'inganno felice (dramma giocoso, llibret de Gaetano Ciliberti, 1807, Venècia)
- Così si fa alle donne ossia L'avviso ai maritati (dramma giocoso, 1810, Florència)
- Minerva al Trasimeno (festa teatrale, llibret de N. Brucalassi 1811, Perugia)

### Música sacra
- Giuditta (oratori, 1781, Urbino)
- Jefte (azione sacra, llibret d'Antonio Scarpelli, 1785, Bolonya)
- San Tommaso d'Aquino (oratori, 1788)
- La sconfitta degli Assiri (oratori, llibret d'A. Passeri, 1790, Perugia)
- Cantata pastorale per la festa di Natale (1791, Perugia)
- Maria Annzunziata (componimento dramatico, llibret de G. B. Agretti, 1791, Perugia)
- L'orgolio punito ossia Il trionfo di Davide sopra Golia (oratori, llibret de G. B. Agretti, 1791, Assisi)

Cantata a due voci in honore della natività di Maria (1792, Perugia)
- Musica sopra l'agonia di Gesù Cristo (1802)
- Cantata a Maria Santissima del Buon Consiglio (1805, Perugia)
- Cantata funebre per V. Cesarei (text de L. Bartoli, 1809, Perugia)
- Il tempo sopra la verità (text de L. Bartoli, 1810 Perugia)
- Cantata per 2 voci e strumenti
- La colpa innocente (oratori)
- Altra música sacra: Himnes, Graduals, Magnificat, Misses, Offertoris, Requiem, passions

### Obra instrumental
- 12 danze per mandolino e pianoforte
- Sinfonie
- Sonata in do maggiore per organo